# Hans Konrad Pestalozzi
Hans Konrad Pestalozzi-Stadler (* 2. Juli 1848 in Zürich; † 15. Juni 1909 in Zürich) war ein Schweizer Architekt und Politiker. Er wirkte unter anderem von 1889 bis zu seinem Tod als Zürcher Stadtpräsident, von 1890 bis 1905 als Nationalrat und von 1908 bis 1909 als Präsident des Schweizerischen Roten Kreuzes. 

## Biografie

Hans Konrad Pestalozzi

Hans Konrad Pestalozzi wurde 1848 als Sohn eines Kaufmanns in Zürich geboren. Er studierte bis 1868 Architektur am Eidgenössischen Polytechnikum in seiner Geburtsstadt, wo unter anderem der deutsche Architekt Gottfried Semper zu seinen Lehrern zählte. Nach seinem Militärdienst wirkte er an Sempers Planungen für die Wiener Museen mit und ging nach einem Aufenthalt in Paris 1871 nach Wien, um in Sempers Büro zu arbeiten. 
Nach einem Aufenthalt in Rom und seiner Rückkehr nach Zürich arbeitete er als freier Architekt und erbaute einige private Wohnhäuser. Darüber hinaus wandte er sich der Kommunalpolitik zu und wurde im November 1881 Mitglied des Stadtrats, der Zürcher Exekutive. Er wurde Leiter einer Abteilung der Bauverwaltung, wirkte an der Baugesetzgebung mit und war Vorsitzender der Kommission für Hochschulbau. Von 1889 bis zu seinem Tod war Pestalozzi Zürcher Stadtpräsident und damit das erste Stadtoberhaupt nach der Ausweitung von Zürich zur Grossstadt.
Von 1885 bis 1909 war er Kantonsrat, nach den Parlamentswahlen 1890 bis 1905 Mitglied des Nationalrates, der grossen Kammer des Schweizer Parlaments, wo er dem liberal-demokratischen Zentrum angehörte. Dieses Amt gab er nach seiner Wahl in die Verwaltung der Schweizerischen Bundesbahnen auf. Von 1908 bis 1909 wirkte er in Nachfolge des Berner Pfarrers Edmund von Steiger als Präsident des Schweizerischen Roten Kreuzes. Dieses Amt übernahm nach seinem Tod der Basler Jurist Isaak Iselin-Sarasin.
Hans Konrad Pestalozzi war zusammen mit anderen Semper-Schülern Begründer des Zürcher Semper-Museums sowie Mitbegründer des Schweizerischen Landesmuseums und des Schweizerischen Städteverbandes (SSV), eines kommunalen Spitzenverbandes. 
Richard Kissling schuf 1909 für die Waffenhalle des Schweizerischen Landesmuseums Porträt-Karikaturen von Heinrich Angst, Johann Rudolf Rahn und Pestalozzi.
Er war ab 1876 verheiratet mit Maria Wilhelmine Stadler und starb 1909 in seiner Heimatstadt und fand auf dem Friedhof Sihlfeld seine letzte Ruhestätte.